# Baihou
Baihou (kinesiska: 百侯) är en köping i sydöstra Kina. Den ligger i Dabu härad i staden Meizhou i provinsen Guangdong, omkring 380 kilometer öster om provinshuvudstaden Guangzhou. Antalet invånare är 17 677. Befolkningen består av 8 988 kvinnor och 8 689 män. Barn under 15 år utgör 18,0 %, vuxna 15-64 år 65 %, och äldre över 65 år 15,0 %.